# Gerhard Schack
Gerhard Schack (* 28. Juli 1929 in Hamburg; † 30. März 2007 ebenda) war ein Hamburger Kunstsammler, Kunsthistoriker, Kurator, Mäzen, Autor und Herausgeber.

## Leben

### Kindheit und Ausbildung
Schacks Vater, ein Kaufmann, hatte ein Faible für die Kunst von Anselm Feuerbach, Arnold Böcklin und Moritz von Schwind, war aber kein Sammler. Jedoch förderte er früh die Sammelleidenschaft seines Sohnes, der anfangs Holzfigürchen aus dem Erzgebirge sammelte, dann aber als Zehnjähriger japanische Götter aus Elfenbein, oder auch Netsuke. Dann kamen Grafiken hinzu. Im Alter von dreizehn Jahren trat Gerhard Schack der Griffelkunst-Vereinigung Langenhorn bei, die in der Fritz-Schumacher-Schule in der Fritz-Schumacher-Siedlung ihren Sitz hatte. Die ersten Blätter, die er damals erstand, waren drei Lithografien von Alfred Kubin. Später gehörte er bis 1980 dem Beirat und der Jury der Griffelkunst-Vereinigung an.
Nach seiner Schulzeit studierte er Kunstgeschichte an der Universität Hamburg bei dem Kunsthistoriker Wolfgang Schöne, der mit seinen Forschungen eine phänomenologisch orientierte und stilgeschichtlich argumentierende Kunstgeschichte vertrat. Er studierte unter anderem die Maler Michelangelo Merisi da Caravaggio, Rembrandt van Rijn und Peter Paul Rubens.

### Sammlung
1967 taucht sein Name zum ersten Mal im Hamburger Adressbuch auf. Von ca. 1966 bis zu seinem Tode wohnte er in einem Haus in der Straße Am Ochsenzoll 54 in Hamburg-Langenhorn, in dem seine Mutter bis zu ihrem Tode mitwohnte. Schack, der oft auf seinem Spinett oder seinem Klavier spielte, hatte überall in seinem Haus Werke seiner Sammlung hängen, selbst über der Badewanne und in der Küche. Seine Sammlung umfasste viele Künstler, doch sein erstes Hauptsammelgebiet war das der japanischen Tuschemalerei und Tuschezeichnung sowie des japanischen Holzschnitts oder japanischen Farbholzschnitts von Künstlern wie unter anderen Gyokuen, Hamaguchi Rofu Nangai, Hokumyō Sekkōtei, Isoda Koryūsai, Katsukawa Shun’ei, Katsukawa Shunkō, Katsukawa Shunsen, Katsukawa Shunshō, Katsukawa Shunzan, Katsushika Hokusai, Kawanabe Kyōsai, Keisai Eisen, Keisei Kien, Kikukawa Eishin, Kikukawa Eizan, Kita Busei, Kitagawa Utamaro, Kitagawa Utamaro II, Kitao Shigemasa, Mori Ippō, Nagai Yoshitaki, Nakabayashi Chikukei, Okumura Masanobu, Ōnishi Chinnen, Ryūkaen, Ryūsai Shigeharu, Sakuragawa Jihinari, Satō Hodai, Shunbaisai Hokuei, Shungansai Hokushin, Shunshosai Hokuchō, Shunshōsai Hokuju, Shunkōsai Hokushū, Suzuki Harunobu, Tachibana Morikuni, Takashima Chiharu, Takigawa Kunihiro, Tamagawa Shūchō, Tani Bunchō, Teisai Hokuba, Torii Kiyomitsu, Torii Kiyomitsu II, Torii Kiyonaga, Torii Kiyotomo, Totoya Hokkei, Toyohara Kunichika, Tsukioka Kōgyo, Tsukioka Settei, Tsukioka Yoshitoshi, Utagawa Hiroshige, Utagawa Hiroshige III., Utagawa Kunikatsu, Utagawa Kunimaru, Utagawa Kunisada, Utagawa Kuniyasu, Utagawa Kuniyoshi, Utagawa Sadakage, Utagawa Sadamasu (auch Utagawa Kunimasu), Utagawa Toyohiro, Utagawa Toyokiyo und Utagawa Toyokuni. (Wie in Japan üblich, stehen die Familiennamen vor den Vornamen.)
Einige Werke aus Schacks japanischer Sammlung, die sich im Museum für Kunst und Gewerbe Hamburg befinden:

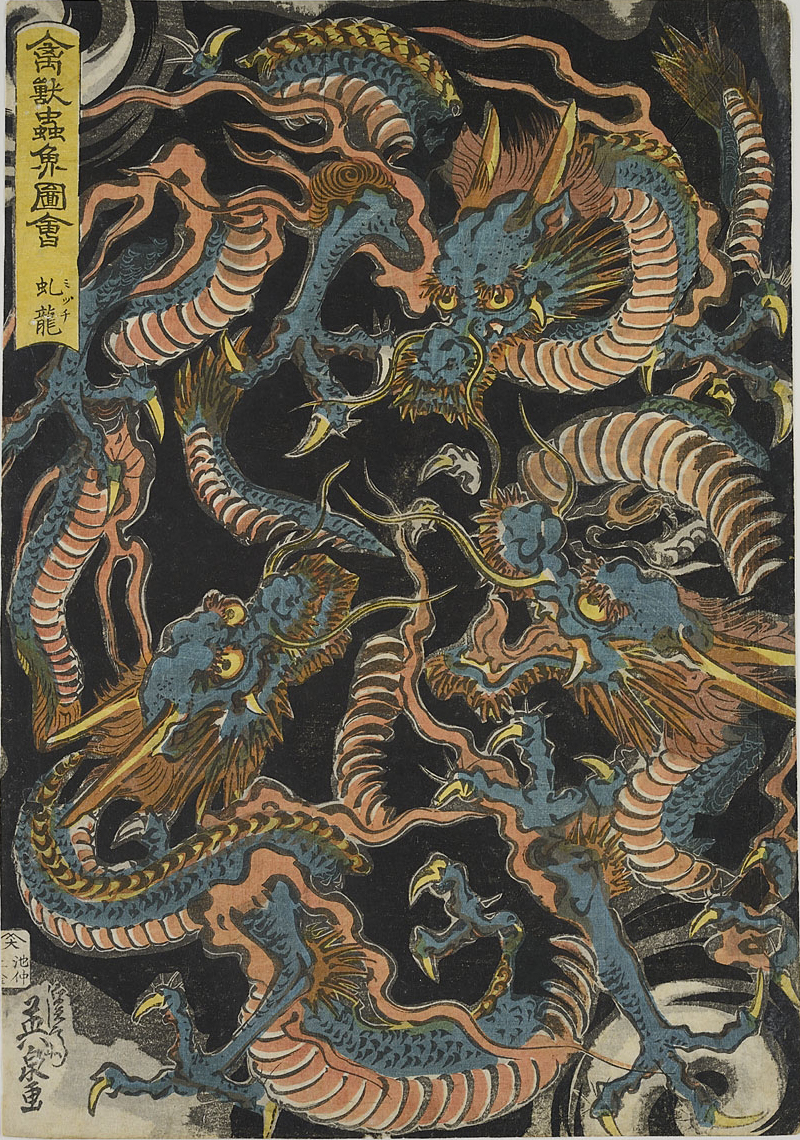
Wasserdrachen (Mizuchi) aus der Serie Bilder von Vögeln, Tieren, Insekten und Fischen von Keisai Eisen, ca. 1830–1848
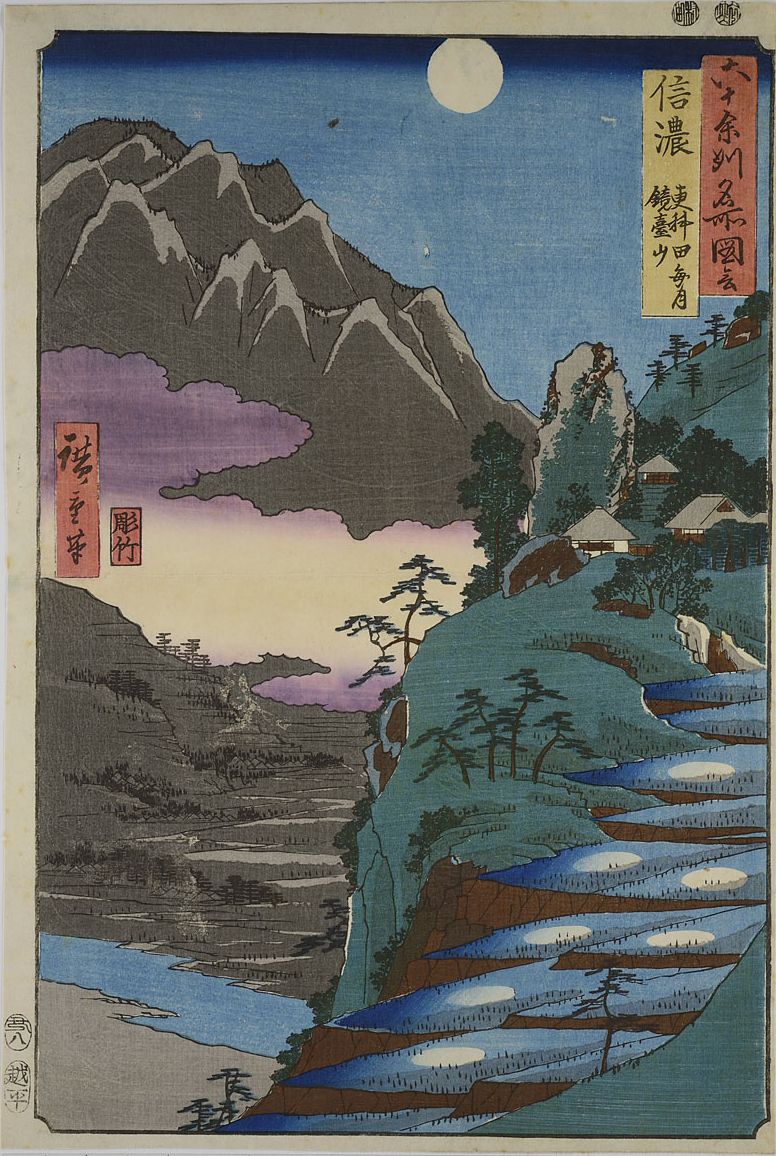
Die Provinz Shinano: Spiegelung des Mondes in den Reisfeldern am Kyōdai-Berg, Blatt 25 aus der Serie: Berühmte Gegenden der mehr als 60 Provinzen von Utagawa Hiroshige, 1853
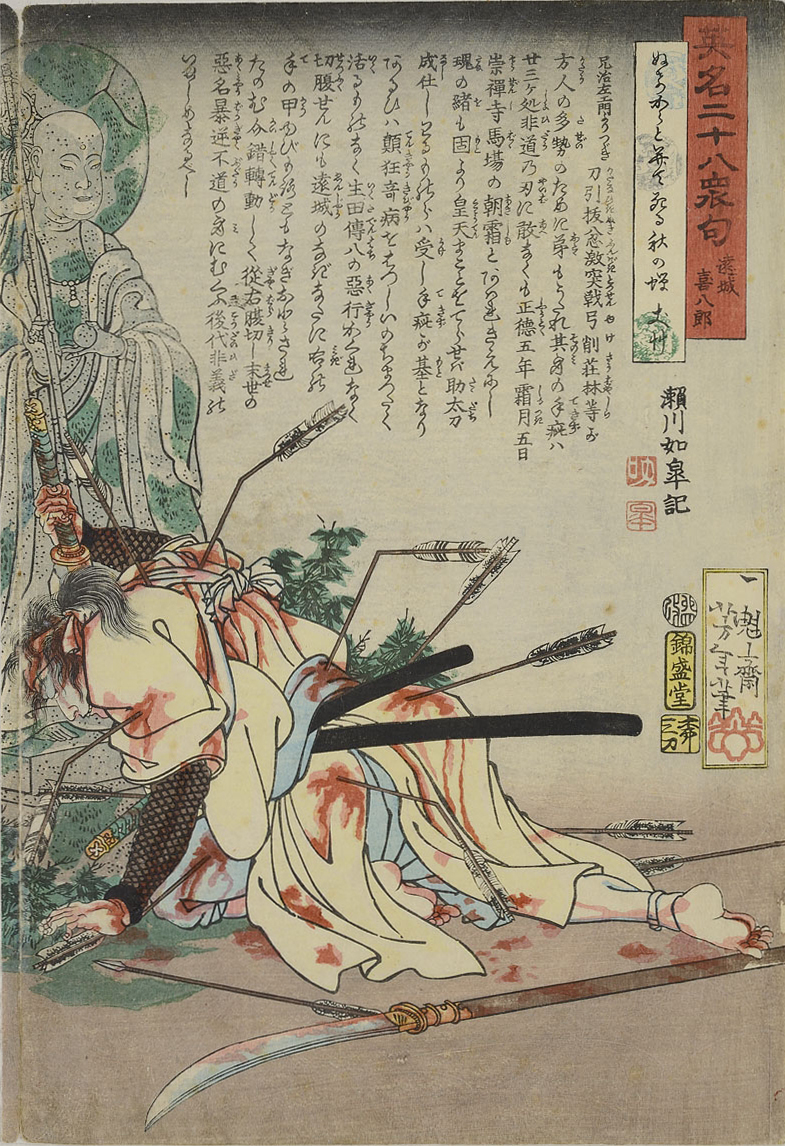
Enjō Kihachirō (vor einer Jizō-Statue mit Pilgerstab und einer Wunscherfüllungsperle (nyoi no tama)),[7] Blatt 8 aus der Serie Gedichte über 28 berühmte Morde oder auch 28 berühmte Mörder mit Gedichten von Tsukioka Yoshitoshi, 1867 (14 der 28 Blätter stammen von Yoshitoshi, die anderen 14 von Utagawa Yoshiiku.)
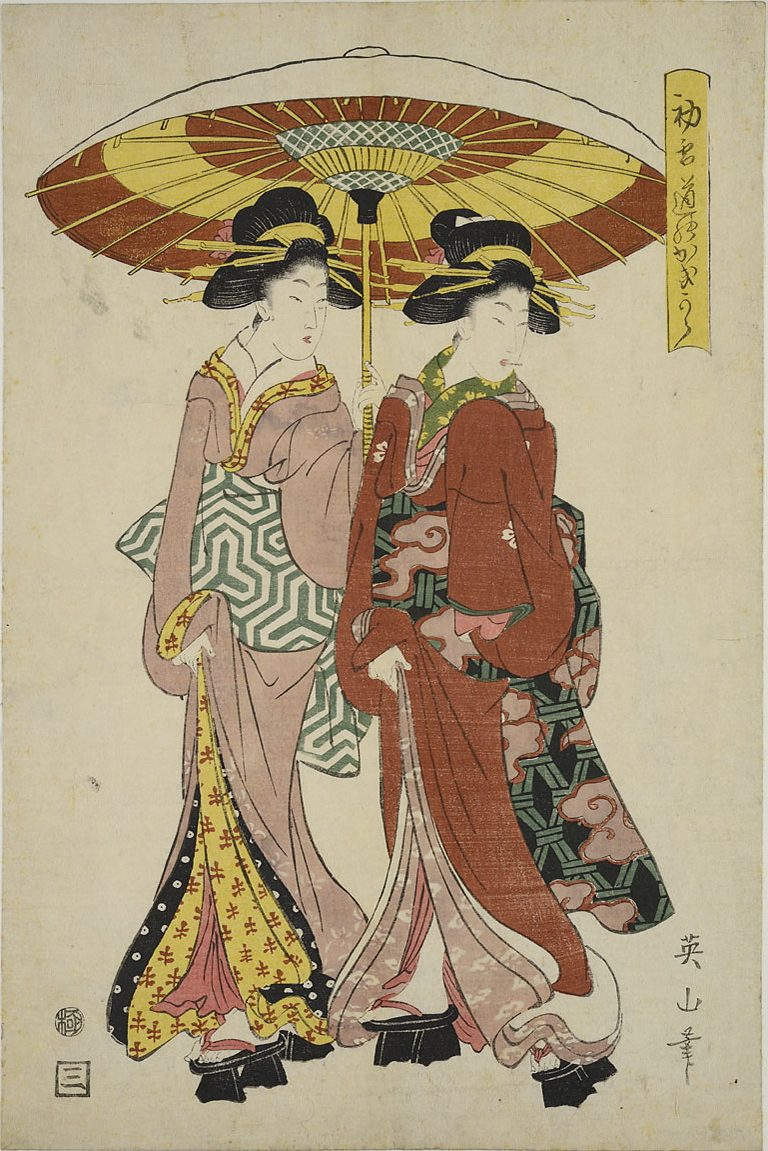
Der erste Schnee des Jahres: Austernschalen auf der Straße von Kikukawa Eizan, um 1820 (Aus dem Perlmutt der Austernschalen wird Gofun Shirayuki, ein traditionelles, japanisches Weißpigment gewonnen.)
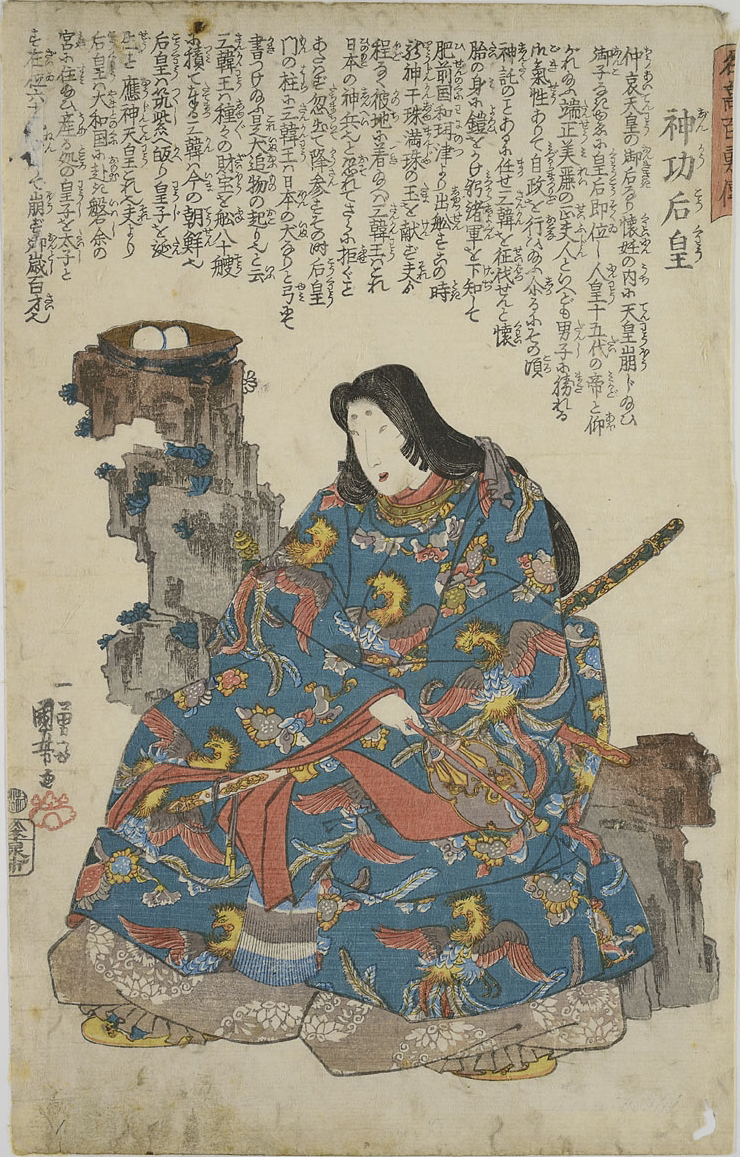
Kaiserin Jingū, aus der Serie: Geschichten einhundert berühmter Helden von Utagawa Kuniyoshi, 1843–1844
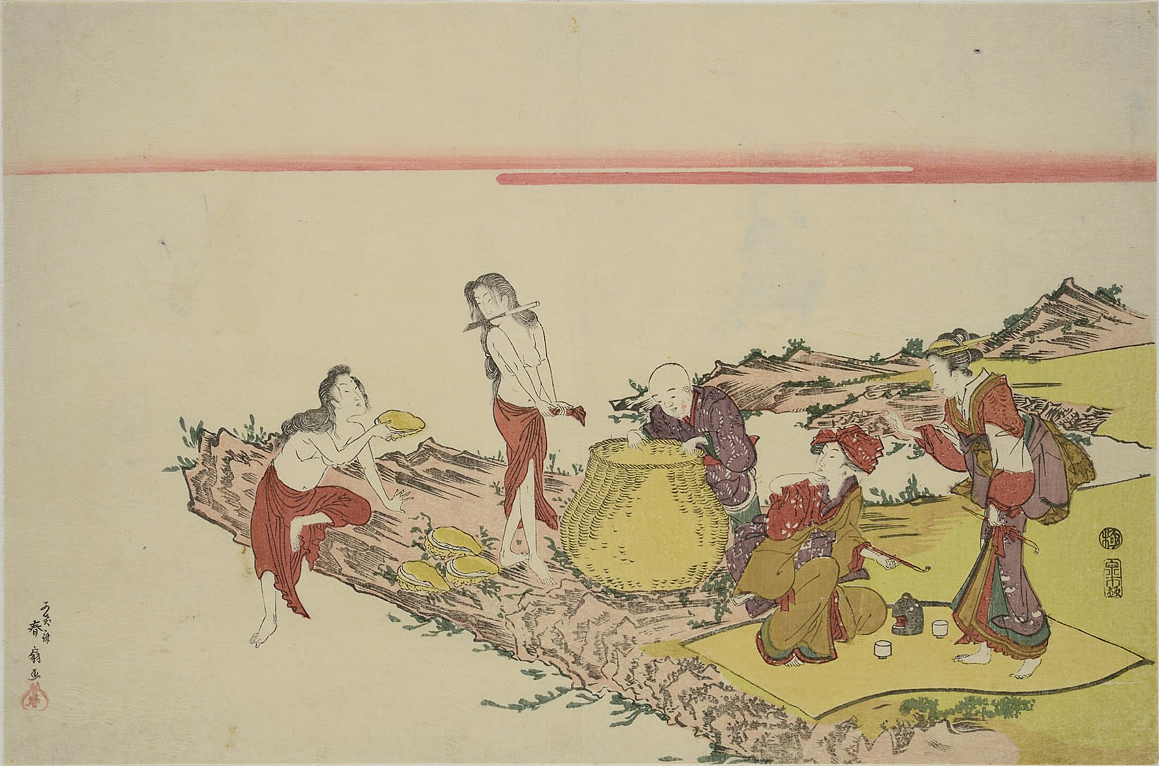
Picknick am Wasser von Katsukawa Shunsen, 1800–1820

Schacks zweites Hauptsammelgebiet waren malerische und zeichnerische Werke sowie Grafiken von Horst Janssen.

### Horst Janssen
In der Griffelkunst-Vereinigung Langenhorn wurde Gerhard Schack auf Horst Janssen aufmerksam, als dieser seine Lithografien Johannes Böse präsentierte. Danach begegneten sie sich sporadisch bei Ausstellungen oder bei gemeinsamen Bekannten. In der Werkstatt von Wolfgang Werkmeister in Hamburg-Rissen lernten sie sich Ende 1969 näher kennen, als der Drucker Hartmut Frielinghaus ihnen dort Andrucke zeigte für die Beilagen der Vorzugsausgaben ihrer jeweiligen Buchprojekte. Schacks Buchprojekt war die von ihm bearbeitete und herausgegebene Neuauflage von Gustav Schieflers Buch Das graphische Werk von Arthur Illies, die 1970 erschien. Schack führte Janssen in die ostasiatische Kunst ein und bewog ihn dazu, nach der Natur zu zeichnen, was beides dessen Kunst beeinflusste. Mit Janssen und dessen damaliger Freundin, der Grafikerin Gesche Tietjen unternahm Schack viele Spaziergänge in den Elbmarschen und reiste mit Janssen im Frühjahr 1971 in das schweizerische Tessin, wo sich Gesche Tietjen zur Erholung aufhielt. Nach kurzer Zeit reiste er wieder ab, um beide alleine zu lassen.
Schack wurde nicht nur ein Freund von Janssen, sondern er fungierte für ihn auch bald als Mittelsmann zur Griffelkunst-Vereinigung, als Verwalter des Janssen-Kontos dort, als Herausgeber der Janssen-Bücher im Christians-Verlag und als Ansprechpartner für Janssen Buchprojekte bei anderen Verlagen. Er überwachte die Qualität der Reproduktionen, wachte über die Produktionen, arrangierte Ausstellungen und hielt Janssen so den Rücken frei, damit dieser sich der künstlerischen Arbeit widmen konnte. Janssen ließ Schack Handlungsspielraum in ästhetischer und finanzieller Hinsicht. Bezahlt wurde Schack mit Probedrucken, die bei Janssens Drucker Frielinghaus anfielen und bestimmte Auflagen von Radierungen und Lithografien, die bei Vorzugsausgaben von einigen Buchprojekten seitens Schack beigelegt wurden. Es existieren Porträts von Gerhard Schack, die Horst Janssen im Laufe der Freundschaft skizzierte, zeichnete oder malte. Eine davon ist die mit Tusche aquarellierte Federzeichnung Gerhard Schack lesend, 23. Juli 1972 mit den Maßen 20,6 × 14,4 cm, die sich im Besitz der Hamburger Kunsthalle befindet.
Ende 1979, Anfang 1980 zerbrach die Freundschaft zwischen Janssen und Schack, der für Janssen schon länger nicht mehr als Anreger für Werke oder Werksreihen galt. Nach einer Denunziation beim Finanzamt sollte Schack auf alle Geschenke, die er von Janssen erhalten hatte, Steuern zahlen. Er wandte sich hilfesuchend an Janssen, mit der Bitte um eine Schätzung des Wertes für das Finanzamt. Womöglich aus Eitelkeit gab dieser eine vergleichsweise hohe Angabe bei der Behörde an und vergrößerte so Schacks Problem. Schack fühlte sich verraten. Zuhause nahm er alle Janssen-Bilder von den Wänden und verschenkte oder verkaufte, woran er weniger hing.
Hinzu kam ein zweites Problem für Schack in Form eines Vorwurfes, der beinhaltete, dass er bei der Griffelkunst-Vereinigung von dem Janssen-Konto Geld veruntreut haben soll, um damit seine Projekte oder seine Tätigkeit selbst zu finanzieren. Ob der Vorwurf auf Fakten beruht oder von seinen Feinden Carl Vogel und Lieselotte Kruglewsky-Anders in die Welt gesetzt wurde, ist kaum mehr rekonstruierbar, weil zu viel Material vernichtet wurde oder nicht zugänglich ist. Aufgrund der Unstimmigkeiten wurde Schack bei der Griffelkunst-Vereinigung 1980 seiner Tätigkeiten enthoben und genötigt, den Schaden auszugleichen. Zudem wurde ihm der Zugang zu den Räumen untersagt. Janssen entzog Schack das Vertretungsrecht. Als Janssen selbst mit Forderungen des Finanzamtes konfrontiert wurde, verwies er, sich verteidigend, auf Schack, der angeblich insgesamt rund 250.000,- DM von der Griffelkunst-Vereinigung bekommen haben soll, um sie bei der Finanzkasse einzuzahlen. Ob Janssens Angaben stimmen, lässt sich nicht mit Gewissheit sagen, da der Vorwurf scheinbar nicht bewiesen wurde und Janssen in ähnlichen Streitigkeiten mit anderen von Dingen ausgegangen sein soll, die nur er als verabredet ansah. Unklar ist auch, wer noch Zugang zu dem Konto hatte.
Im Laufe der 80er Jahre ließ Janssen Grüße an Schack überbringen, der jedoch nicht reagierte. Erst im Vorfeld ihres 60. Geburtstages und eines Jubiläums der Griffelkunst-Vereinigung lebte der Kontakt wieder auf, doch blieb Schack bei Treffen immer etwas reserviert. Im August 1995 starb Horst Janssen, im Dezember des Jahres sein Drucker Hartmut Frielinghaus, der ebenfalls Sammler Janssens Werke war.
Am 7. Februar 1997 stellte Gerhard Schack seine Janssen-Kollektion der Hamburger Kunsthalle als Dauerleihgabe zur Verfügung, die in dem Jahr den Neubau der Galerie der Gegenwart mit dem Janssen-Kabinett eröffnete. In den ersten beiden Ausstellungen des Janssen-Kabinetts 1997 wurden Werke aus der Schack-Sammlung gezeigt. Im selben Jahr erwarb die Hamburger Kunsthalle mit Unterstützung privater Spender und der Kulturstiftung der Länder aus dem Nachlass von Hartmut Frielinghaus eine der wichtigsten Werkgruppen Janssens. In der dritten Ausstellung des Janssen-Kabinetts 1997 wurden ab Ende Oktober erste Werke aus der Sammlung Frielinghaus gezeigt.

### Vermächtnis

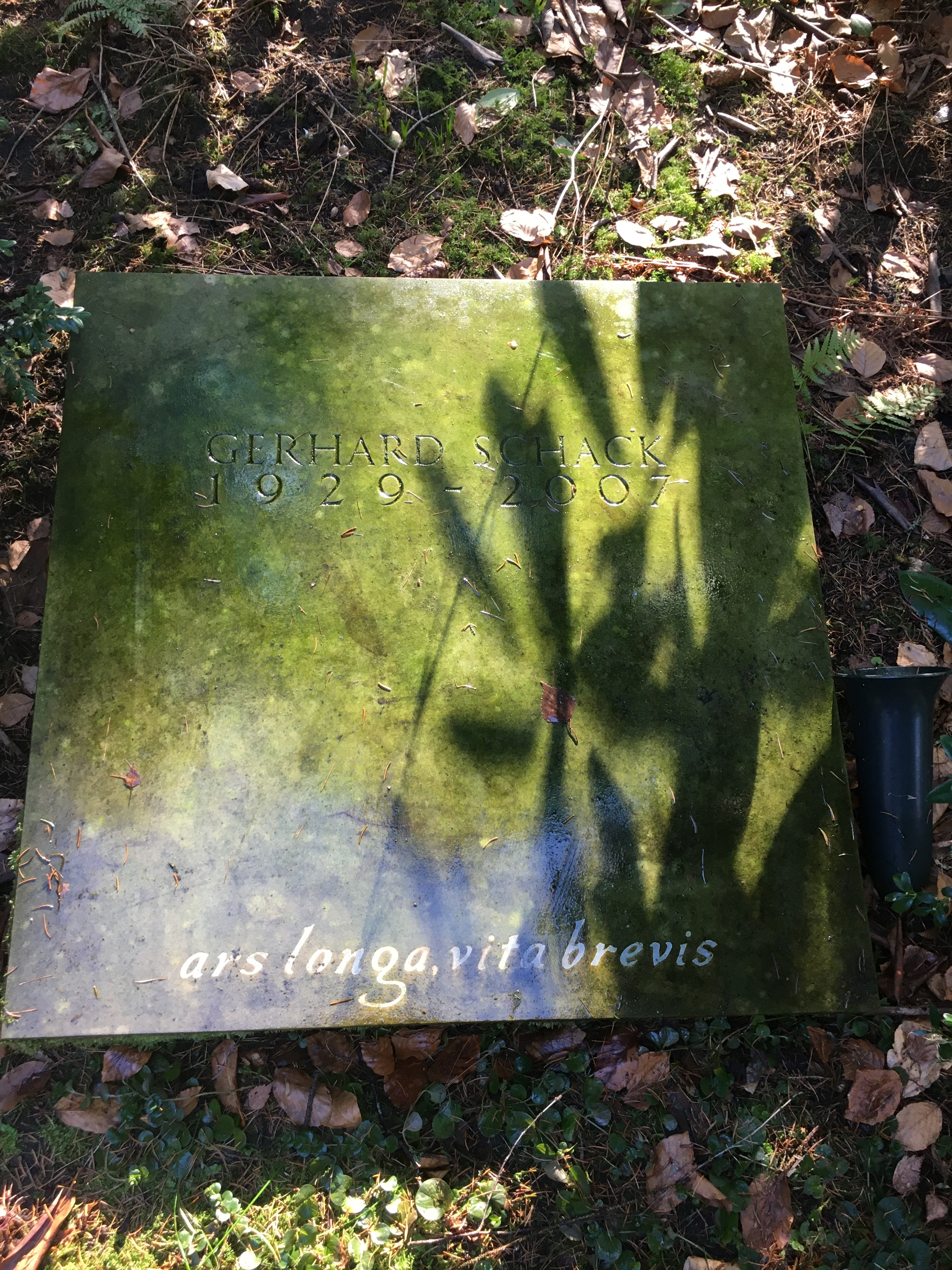
Kissenstein von Gerhard Schack, Friedhof Ohlsdorf, Hamburg

Schack starb am 30. März 2007 in Hamburg und wurde auf dem Friedhof Ohlsdorf in Hamburg im Planquadrat AC 21 unter der Grabnummer 29–31 beigesetzt. Auf seinem Kissenstein am Grab stehen die lateinischen Worte „ars longa, vita brevis“. 
Er hinterließ der Hamburger Kunsthalle seine Janssen-Kollektion von ca. 3300 Blatt sowie auch Schriften und Fotografien. Der Förderkreis Horst Janssen in der Hamburger Kunsthalle plant den Nachlass in den nächsten Jahren vollständig zu erfassen und zu digitalisieren. Dem Museum für Kunst und Gewerbe Hamburg vermachte Gerhard Schack ca. 3000 japanische Tuschezeichnungen, Tuschemalereien und Holzschnitte. 409 davon sind bisher digitalisiert in der Museum für Kunst und Gewerbe Hamburg Sammlung Online ansehbar.

## Ausstellungen (Auswahl)
- 1997: Horst Jannsen. Hanno's Tod – Zeichnungen und Druckgraphik aus der Sammlung Gerhard Schack, zur Eröffnung des Horst-Janssen-Kabinetts in der Galerie der Gegenwart der Hamburger Kunsthalle
- 1997: Horst Janssen. Carnevale di Venezia – Zeichnungen und Druckgraphik aus der Sammlung Gerhard Schack, Horst-Janssen-Kabinett in der Galerie der Gegenwart der Hamburger Kunsthalle
- 1999: Horst Janssen. Landschaft 1972 – Annäherungen an Claude Lorrain, aus der Sammlung Gerhard Schack, im Janssen-Kabinett der Hamburger Kunsthalle
- 2002: Mit dem Pinsel gesehen – Japanische Zeichnung und Malerei des 17. bis 20. Jahrhunderts aus der Sammlung Gerhard Schack, ca. 280 Werke, Museum Schloss Moyland, Bedburg-Hau
- 2003 bis 2004: Horst Janssen und sein Drucker Hartmut Frielinghaus, im Janssen-Kabinett der Hamburger Kunsthalle, Konzeption der Ausstellung: Petra Roettig und Gerhard Schack
- 2004: Mit dem Pinsel gesehen – Japanische Zeichnung und Malerei des 17. bis 20. Jahrhunderts aus der Sammlung Gerhard Schack, Haus zum Kiel, Dépendance des Museums Rietberg, Zürich
- 2006: Horst Janssen und die Niederländer des 17. Jahrhunderts, ca. 40 Radierungen und Zeichnungen aus der Sammlung Gerhard Schack, Detlefsen-Museum im Brockdorff-Palais in Glückstadt[14]
- 2007: Horst Janssen. Leporello (Figur aus Don Giovanni): Die Geliebten des Don Juan, 50 Werke aus der Sammlung Gerhard Schack, im Janssen-Kabinett der Hamburger Kunsthalle[15]
- 2007: Horst Janssen: in japanischer Manier, 50 Exponate, Horst-Janssen-Museum, Oldenburg. Die Ausstellung, noch mit Schack abgesprochen, enthielt unter anderem etliche Werke dessen Sammlung aus der Hamburger Kunsthalle[16]
- 2009 bis 2010: Horst Janssen. Kunst der Freundschaft – Gute und böse Blätter, 80 ausgewählte Werke aus den Sammlungen von Klaus Hegewisch und Gerhard Schack, Hamburger Kunsthalle

## Publikationen (Auswahl)
Als Autor:
- 1963: Der Kreis um Maximilian I. – Die Jagd in der Kunst, Hamburg, Berlin, Verlag Paul Parey
- 1965: Honoré Daumier – Die Jagd in der Kunst, Hamburg, Berlin, Verlag Paul Parey
- 1966: Japanische Holzschnitte – Die Jagd in der Kunst, Hamburg, Berlin, Verlag Paul Parey
- 1967: Käthe Kollwitz in ihrer Zeit, Christians, Hamburg
- 1968: Kyōsais Falkenjagd – Die Jagd in der Kunst, Hamburg, Berlin, Verlag Paul Parey
- 1976: Es konnte ein Mann aus Versehen – Limericks, Schüttelreime und andere Sprüche, Friedemann Bartning (Hrsg.), Christians, Hamburg, ISBN 3-7672-0402-9
- 1990: Horst Janssen. Radierungen, Institut für Auslandsbeziehungen, Stuttgart
- 1994: Horst Janssen. Zwiesprache, St. Gertrude, Hamburg, ISBN 3-923848-54-4
- 1996: Kochbuch, Nachwort: Carl Friedrich von Rumohr, St. Gertrude, Hamburg, ISBN 3-923848-68-4
- 2001: Definitorium, St. Gertrude, Hamburg, ISBN 3-923848-93-5

Beteiligungen:
- 1966: Ernst-Barlach-Haus, bearbeitet von Kurt Sternelle, Teil mit den Handzeichnungen bearbeitet von Gerhard Schack, Christians, Hamburg
- 1968: Edvard Munch, Graphik aus dem Munchmuseum, Oslo, Katalog und bibliographische Hinweise: Gerhard Schack, Redaktion: Isa Lohmann-Siems, Christians, Hamburg
- 1970: Surimono – Japanische Glückwunschblätter aus der Sammlung Gerhard Schack – Ausstellung in der Overbeck-Gesellschaft Lübeck 1970 (bearbeitet)
- 1970: Gerhard Schack und Ulrich Weisner: Richard Haizmann 1895–1963, Kulturhistorisches Museum Bielefeld
- 1971: Gerhard Schack und Ulrich Weisner: David Hockney – Zeichnungen, Grafik, Gemälde, mit einem Textbeitrag von Günther Gercken, Kunsthalle Bielefeld
- 1973: Deutsche Zeichnungen der Gegenwart, Carl Vogel, Ulrich Weisner, Gerhard Schack, Kunsthalle Bielefeld (Hrsg.)
- 1974: Gerhard Schack: Illies, Arthur. In: Neue Deutsche Biographie (NDB). Band 10, Duncker & Humblot, Berlin 1974, ISBN 3-428-00191-5, S. 135 f. (Digitalisat).
- 1975: Horst Janssen. Graphische Zyklen, bearbeitet von Alfred Hagenlocher und Gerhard Schack, Hans Thoma-Gesellschaft (Kunstverein Reutlingen), Reutlingen
- 1976: Horst Janssen, Katalogredaktion: Gerhard Schack und Wieland Schmied, bearbeitet von Gerhard Schack, Kestnergesellschaft, Hannover
- 1979: Gerhard Schack und Carl Vogel: Horst Janssen. Landschaften, fünfzig davon zum fünfzigsten Geburtstag aus den Sammlungen Schack und Vogel, Griffelkunst-Vereinigung, Hamburg
- 1979: Gyosai Suigwa – Japanische Holzschnitte, Katalogtext zu Kyōsai von Gerhard Schack, Galerie Artica, Cuxhaven
- 1993: Horst Janssen. Nature Morte, Einleitung: Gerhard Schack, zusammengetragen und herausgegeben von Dierk Lemcke, St. Gertrude, Hamburg, ISBN 3923848471
- 1996: Horst Janssen. Freunde und Andere, Vorwort: Peter Rühmkorf, Notizen zu den Dargestellten: Gerhard Schack, zusammengetragen und herausgegeben von Dierk Lemcke, St. Gertrude, Hamburg, ISBN 3-923848-69-2
- 1996: Horst Janssen. Ich bin nur ganz Auge, mit Texten von Wieland Schmied (Hrsg.), Horst Janssen, Gudrun Fritsch und Gerhard Schack, St. Gertrude, Hamburg, ISBN 3923848676
- 1997: Unsere Lesestunde, bearbeitet von Gerhard Schack, Heft 85, Hamburger Lesehefte Verlag, Husum, ISBN 3872910841
- 1997: Gerhard Schack: Zur Graphik von Arthur Illies in Der Hamburgische Künstlerclub von 1897 – Hundert Jahre danach, Seite 108–110, Hamburger Kunsthalle (Hrsg.), Fischerhude, Verlag Atelier im Bauernhaus, ISBN 3-88132-197-7
- 1998: Horst Janssen – Das Portrait – Eine Auswahl – 1945 bis 1994, Vorwort: Manfred Osten, Notizen zu den Dargestellten: Gerhard Schack, Germanisches Nationalmuseum (Hrsg.), St. Gertrude, Hamburg, ISBN 3-923848-78-1
- 2000: Retrospektive: Horst Janssen – Rückblick auf ein halbes Jahrhundert – Zeichnungen und Druckgraphik von 1945 bis 1995, Bildbeschreibungen: Gerhard Schack, St. Gertrude, Hamburg, ISBN 3-923848-89-7
- 2001: Janssen sieht Goya, mit Beiträgen von Ewald Gäßler, Eva Kirn-Frank, Jutta Moster-Hoos, Gerhard Schack und Antje Tietken, St. Gertrude, Hamburg, ISBN 3895988162
- 2001: Petra Roettig und Gerhard Schack: Horst Janssen. Adoptierte Ahnen, St. Gertrude, Hamburg, ISBN 3923848927
- 2002: Horst Janssen. Krickelkrakeln und Uhupappen, mit Beiträgen von Stefan Blessin, Barbara von Kameke, Rainer Meyer, Eva Morawietz, Jutta Moster-Hoos und Gerhard Schack, Isensee Verlag, Oldenburg, ISBN 3895989193
- 2002: Nora von Achenbach, Barbara Strieder (Hrsg.): Mit dem Pinsel gesehen – Japanische Zeichnung und Malerei des 17. bis 20. Jahrhunderts aus der Sammlung Gerhard Schack, Übersetzungen: Hiroko Yoshikawa-Geffers und Gerhard Schack, Stiftung Museum Schloss Moyland, Bedburg-Hau, ISBN 3-935166-13-3
- 2003: Petra Roettig und Gerhard Schack: Horst Janssen und sein Drucker Hartmut Frielinghaus, Michael Sauer (Hrsg.), St. Gertrude, Hamburg, Museumsausgabe ISBN 3-922909-85-X
- 2003: Petra Roettig und Gerhard Schack: Horst Janssen und sein Drucker Hartmut Frielinghaus, Michael Sauer (Hrsg.), St. Gertrude, Hamburg, Buchhandelsausgabe ISBN 3-935855-05-2
- 2004: Licht und Linie. Horst Janssen und die Fotografie, Herausgeber: Jürgen Blankenburg und Claus Clement, Beiträge: Erika Billeter, Jutta Moster-Hoos und Gerhard Schack, St. Gertrude, Hamburg, ISBN 3-935855-03-6
- 2005: William Shakespeare: Ein Sommernachtstraum, bearbeitet von Gerhard Schack, Heft 127, Hamburger Lesehefte Verlag, Husum, ISBN 3872911260

Als Herausgeber:
- 1964: Chinesische Tonfiguren, Auswahl und Nachwort: Hans Hermann Hagedorn, Piper Verlag, München
- 1970: Gustav Schiefler: Das graphische Werk von Arthur Illies, Christians, Hamburg (auch ergänzt)
- 1971: Paul Gavarni 1804–1866 – Ausstellung in der Griffelkunst Hamburg 1971, Kunsthalle Bielefeld 1972 und im Kulturgeschichtliches Museum Osnabrück 1972 (auch bearbeitet)
- 1971: Horst Janssen. 14 Biber, Christians, Hamburg, ISBN 3-7672-0100-3
- 1972: Horst Janssen. Subversionen, Leporello, Christians, Hamburg, ISBN 3-7672-0105-4
- 1973: Horst Janssen. Carnevale di Venezia, Christians, Hamburg, ISBN 3-7672-0234-4
- 1973: Horst Janssen. Missverständnisse, Leporello, Christians, Hamburg, ISBN 376720214X
- 1974: Gustav Schiefler: Meine Graphiksammlung, Christians, Hamburg, ISBN 3-7672-0244-1 (auch ergänzt)
- 1974: Horst Janssen. Kleines Geste-Buch, Christians, Hamburg, ISBN 3-7672-0296-4
- 1974: Horst Janssen. Landschaft, Christians, Hamburg, ISBN 3767202158
- 1975: Horst Janssen. Selbstbildnisse zu Hanno's Tod, Christians, Hamburg, ISBN 3767203553
- 1975 sowie 1976: Japanische Handzeichnungen (Itchô, Hokusai, Kuniyoshi, Kyôsai, Chinnen, Eisen, Hiroshige, Kunisada, Hokkei, Hokuba, Isai und Horst Janssen mit Kopien nach Kyôsai und Hokusai), Vorwort:  Basil William Robinson, Christians, Hamburg, ISBN 3-7672-0383-9
- 1976: Postkarten an Gustav Schiefler, Christians, Hamburg, ISBN 3767204517
- 1976: Horst Janssen. Zeichnungen und Radierungen 1969–1975, mit Texten von Horst Janssen, Wieland Schmied und Gerhard Schack, Christians, Hamburg, ISBN 3-7672-0389-8
- 1977: Horst Janssen. Die Kopie (auch Nachwort), Christians, Hamburg, ISBN 3-7672-0414-2 (Normalausgabe), ISBN 3-7672-0462-2 (nummerierte Ausgabe)
- 1977: Jonas Hafner: Threni, Christians, Hamburg, ISBN 3767204827
- 1989: Horst Janssen. Drache und Schmetterling, Prestel Verlag, München, ISBN 3-7913-1042-9
- 1997: Horst Janssen. Hanno's Tod, St. Gertrude, Hamburg, ISBN 3-923848-71-4
- 1998: Horst Janssen. Hokusai's Spaziergang, St. Gertrude, Hamburg, ISBN 3-923848-76-5
- 1999: Horst Janssen. Landschaft 1972 – Annäherungen an Claude Lorrain – Sammlung Gerhard Schack in der Kunsthalle, St. Gertrude, Hamburg, ISBN 3-923848-88-9
- 2007: Horst Janssen. Leporello: Die Geliebten des Don Juan, St. Gertrude, Hamburg, ISBN 3-935855-10-9